# Broń kombinowana

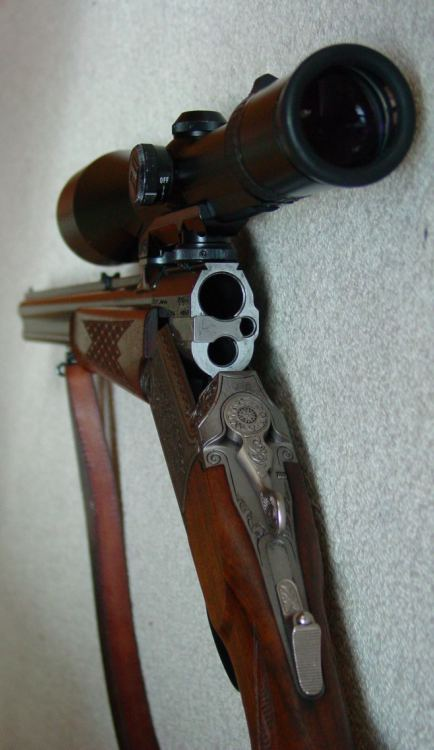
Dryling wyposażony w 3 lufy kolejno (od góry) dla amunicji: śrutowej, bocznego zapłonu oraz centralnego zapłonu

Broń kombinowana – broń strzelecka (najczęściej myśliwska) wyposażona w kilka luf o różnej charakterystyce, na przykład gładkościenną dla naboi śrutowych (zobacz strzelba) i gwintowaną dla naboi kulowych (zobacz sztucer). 
Ułożenie luf w broni tego typu jest zróżnicowane i zależy od konkretnej konstrukcji, przy czym najczęściej stosuje się układ pionowy lub poziomy. Wśród popularnych typów broni kombinowanej można wymienić między innymi: kniejówkę, kniejówkę-bok, trójlufkę (dryling), ekspres-dryling, ekspres-bokdry-ling, czwórlufkę. Konstrukcja taka zapewnia dużo większą wszechstronność względem tradycyjnych układów na jeden typ amunicji. Broń kombinowana w większości przypadków projektowana jest jako broń myśliwska, jednak w rzadkich przypadkach zdarza się jej militarne wykorzystanie czego przykładem była niemiecka M30 Luftwaffe Drilling z okresu II wojny światowej.

## Historycznie
Dawniej bronią kombinowaną określano nietypowe konstrukcje stanowiące trwałe połączenie broni białej z palną, na przykład pistolet zintegrowany z toporem i tym podobne. Ze względu na znikomą praktyczność broń tego typu nigdy szerzej się nie rozpowszechniła, choć idea takich rozwiązań znalazła odzwierciedlenie we współczesności (na przykład pod postacią bagnetów zakładanych na karabiny).

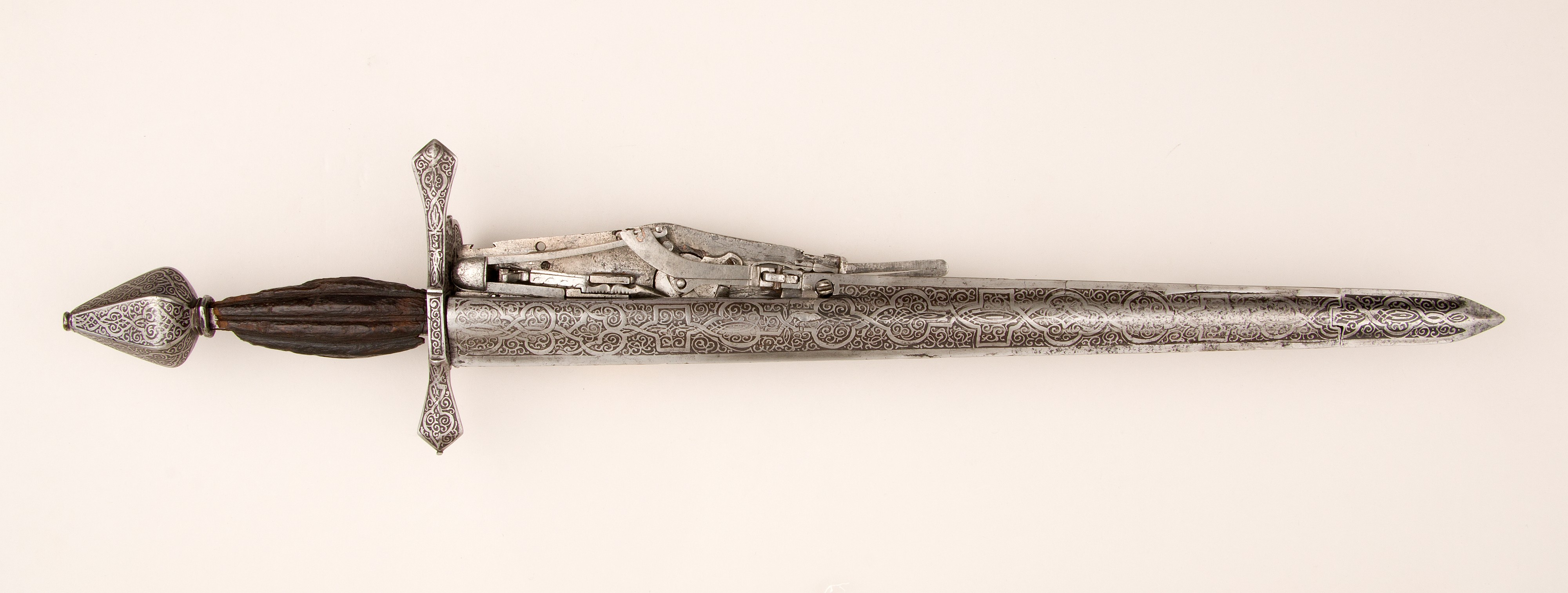
Połączenie pistoletu ze sztyletem
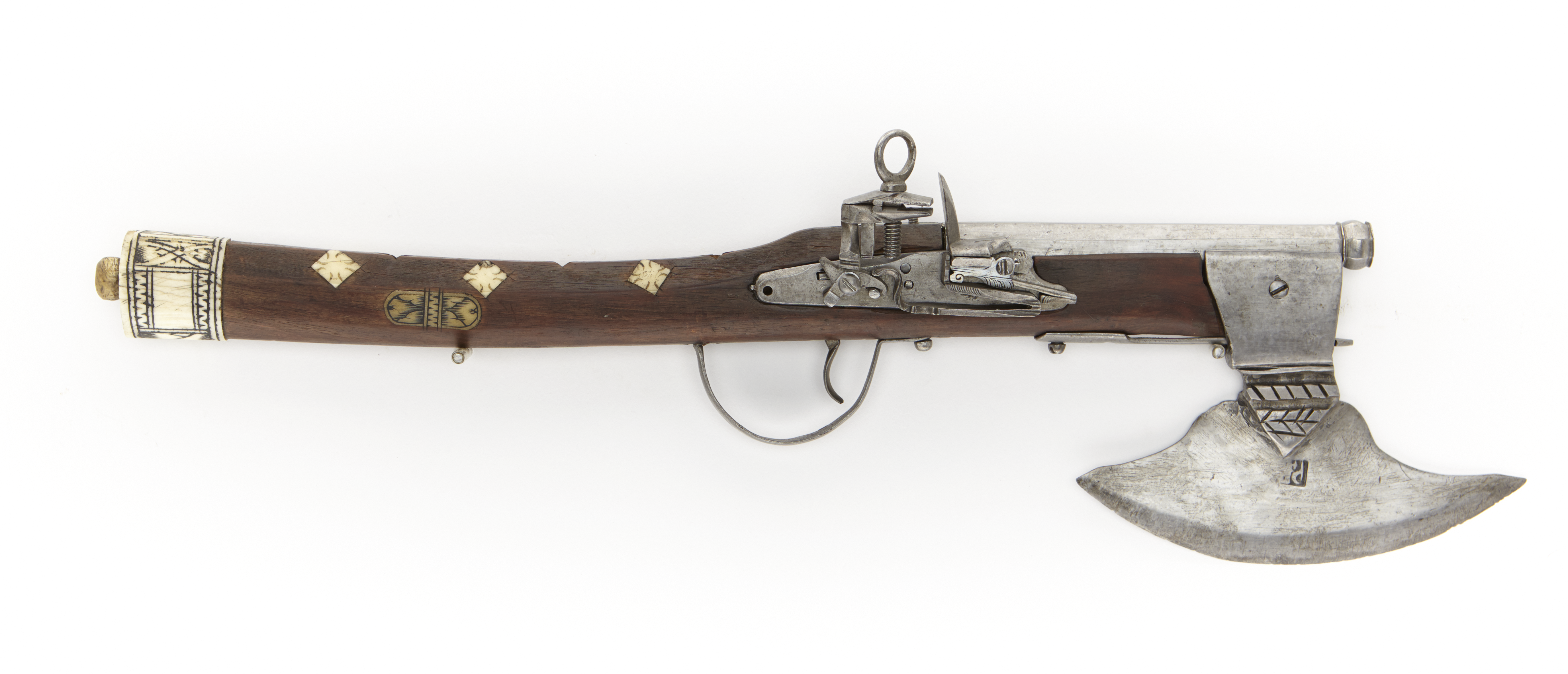
Połączenie pistoletu z toporem
Połączenie pistoletu z młotem bojowym
Połączenie pistoletu z włócznią